# Communauté de communes du Nord Champenois
La Communauté de communes du nord champenois (CCNC) est une ancienne communauté de communes française, située dans le département de la Marne et la région Grand Est.

## Historique
Conformément aux prévisions du schéma départemental de coopération intercommunale (SDCI) de la Marne du 15 décembre 2011, l'intercommunalité est issue de la fusion le 1er janvier 2014 de :
- la Communauté de communes de la Colline,
- de la communauté de communes de la Petite Montagne,
- de la communauté de communes des Deux Coteaux
- et de la communauté de communes du Massif[2],[3] :

De ce fait, l'intercommunalité est composée des communes suivantes :
- Communes provenant de la communauté de communes de la Colline :
  - Berméricourt ;
  - Brimont ;
  - Loivre.
- Communes provenant de la communauté de communes de la Petite Montagne  : 
  - Cauroy-lès-Hermonville ;
  - Cormicy ;
  - Pouillon ;
  - Villers-Franqueux.
- Communes provenant de la communauté de communes des Deux Coteaux  : 
  - Courcy ;
  - Hermonville ;
  - Thil.
- Communes provenant de la communauté de communes du Massif (Chenay, qui devait rejoindre Reims Métropole ayant finalement intégré la communauté de communes Champagne Vesle) :
- Merfy ;
- Saint-Thierry.

Ses communes ont intégré la communauté urbaine du Grand Reims le 1er janvier 2017.

## Territoire communautaire

### Géographie
L'intercommunalité jouxte, au nord-ouest, la commune de Reims.

### Composition
L'intercommunalité était composée de 12 communes, dont les principales sont Hermonville, Cormicy, Loivre et Courcy.
| Nom                            | Code Insee | Gentilé         | Superficie (km2) | Population (dernière pop. légale) | Densité (hab./km2) |
| ------------------------------ | ---------- | --------------- | ---------------- | --------------------------------- | ------------------ |
| Cauroy-lès-Hermonville (siège) | 51102      | Colridien       | 10,27            | 513 (2014)                        | 50                 |
| Berméricourt                   | 51051      | Berméricourtois | 8,01             | 189 (2014)                        | 24                 |
| Brimont                        | 51088      | Brimontois      | 12,61            | 432 (2014)                        | 34                 |
| Cormicy                        | 51171      | Cormiciens      | 31,74            | 1 422 (2014)                      | 45                 |
| Courcy                         | 51183      | Courcéens       | 15,50            | 1 034 (2014)                      | 67                 |
| Hermonville                    | 51291      | Hérémondois     | 13,30            | 1 502 (2014)                      | 113                |
| Loivre                         | 51329      |                 | 10,24            | 1 268 (2014)                      | 124                |
| Merfy                          | 51362      | Merfiens        | 6,69             | 615 (2014)                        | 92                 |
| Pouillon                       | 51444      | Pouillonnais    | 2,78             | 497 (2014)                        | 179                |
| Saint-Thierry                  | 51518      | Théodoriciens   | 7,59             | 636 (2014)                        | 84                 |
| Thil                           | 51568      | Thilois         | 2,11             | 292 (2014)                        | 138                |
| Villers-Franqueux              | 51633      |                 | 3,29             | 296 (2014)                        | 90                 |

## Administration

### Siège
Le siège de la communauté de communes est à Cauroy-lès-Hermonville, 2, place du Maréchal de Lattre-de-Tassigny

### Élus
La Communauté d'agglomération est administrée par son Conseil communautaire, composé de 25 conseillers communautaires, qui sont des conseillers municipaux  représentant chaque commune membre, à raison de :

-    communes dont la population est comprise  entre 1 et 400 habitants : 1 délégué titulaire et 1 délégué suppléant ;
 
-    communes dont la population est comprise  entre 401 et 999 habitants : 2 délégués titulaires ;

-    communes dont la population est comprise entre 1 000 et 1 499 habitants : 3 délégués titulaires ;

-    communes de plus de 1 499 habitants : 4 délégués titulaires ; 

pour la mandature 2014-2020.
Le conseil communautaire du 14 avril 2014 a réélu son président, Guy Lecomte, maire de Cauroy-lès-Hermonville et désigné ses cinq vice-présidents, qui sont :
1. Jean-Pierre Barré, adjoint à Courcy ;
2. Katia Beaujard, maire d’Hermonville ;
3. M. Dominique Decaudin, maire de Cormicy ;
4. Michel Guillou, maire de Loivre ;
5. Eric Verdebout, maire de Merfy.

Ensemble, ils forment le bureau de l'intercommunalité pour la mandature 2014-2020.

### Liste des présidents
| Période                                  | Période       | Identité    | Étiquette | Qualité |
| ---------------------------------------- | ------------- | ----------- | --------- | --- |
| Les données manquantes sont à compléter. |               |             |           | |
| 16 décembre 2013                         | décembre 2016 | Guy Lecomte |           | Professeur de mathématiques retraité Maire de Cauroy-lès-Hermonville (2001 → ) Président de la CC de la Petite montagne ( ? → 2013) Réélu pour le mandat 2014-2020 |

### Compétences
L’intercommunalité exerce les compétences qui lui sont transférées par les communes membres, conformément aux dispositions légales.
S'agissant d'une fusion de communautés préexistantes, la communauté de communes est titulaire des diverses compétences dont étaient titulaires les anciennes intercommunalités, et, au 1er janvier 2014, la CC du nord champenois pouvait exercer ses compétences dans les domaines suivants :
- Aménagement de l'espace
- Développement économique
- Environnement
- Équipement culturels, sportifs et d'enseignement
- Voirie

### Régime fiscal et budget
La communauté de communes perçoit une fiscalité additionnelle aux impôts locaux perçus par les communes, sans FPZ (fiscalité professionnelle de zone) et sans FPE (fiscalité professionnelle sur les éoliennes)